# Modlimowo (przystanek kolejowy)
Modlimowo – przystanek gryfickiej kolei wąskotorowej w Modlimowie, w województwie zachodniopomorskim, w Polsce.